# Юдинки (Дзержинский район)
Юдинки — деревня в Дзержинском районе Калужской области России. Административный центр сельского поселения «Деревня Редькино».

## География
Расположена  на берегах реки Суходрев. 
Рядом — Латышево, Кашенки.

## Население
| 2002 | 2010 |
| ---- | ---- |
| 6    | ↗10  |

## История
В 1782 году  деревня Юдина села Карамышево Медынского уезда, графини Екатерины Ивановной Разумовской, на правом берегу реки Арсанка.